# Beautiful People (chanson)
Pour les articles homonymes, voir Beautiful People.
Singles de Chris Brown
Champion
(2011) One Night Stand
(2011)
Singles par Benny Benassi
Electroman
(2011) Cinema
(2011)
Beautiful People est une chanson du chanteur américain Chris Brown en collaboration avec le DJ italien Benny Benassi extrait de l'album F.A.M.E.. La chanson est sortie en tant que 3e single de l'album le 11 mars 2011. Elle a été écrite par Brown, Jean-Baptiste, Marco Benassi et Allessandro Benassi et a été produite par les frères Benassi. Le titre a été par la suite inclus sur le cinquième album studio de Benny Benassi, Electroman (2011).
Musicalement, Beautiful People est une chanson à tempo rapide qui puise dans les genres d'electro house, d'Europop et qui contient des influences de RnB. Les paroles de Chris Brown encouragent « tout le monde à aller sur la piste de danse, de ne pas perdre la tête et de découvrir la beauté intérieure ».
La chanson a été bien accueillie par la critique. Aux États-Unis, le single atteint la 1re place dans le Billboard Hot Dance Club Songs, et est devenu leurs premier numéro un dans ce classement pour Brown et Benassi. Au Royaume-Uni, le morceau a atteint la 4e position dans le UK Singles Chart. Il a également atteint le top 10 en Australie, en Irlande et en Nouvelle-Zélande, et le top 20 en Belgique et au Danemark.
Un clip vidéo qui l'accompagne a été publié le 22 mars 2011, et dispose d'images personnelles de la vie quotidienne de Brown. La vidéo met en scène des apparitions de plusieurs amis célèbres de Chris Brown, dont Diddy, Pharrell Williams, Game, T-Pain, Nelly, Timbaland, et d'autres. Chris Brown a interprété la chanson en direct dans la version américaine de Dancing with the Stars, aux MTV Video Music Awards 2011, et au cours de sa tournée en 2011.

## Liste des pistes
- Téléchargement digital[3]

1. Beautiful People featuring Benny Benassi (Main version) – 3:45
2. Beautiful People featuring Benny Benassi (Club version) – 5:57

- EP – Remixes[4]

1. Beautiful People (Felix Cartal Club Remix) – 4:31
2. Beautiful People (The Knocks Club Remix) – 4:38
3. Beautiful People (Ultimate High Radio Remix) – 3:45
4. Beautiful People (Lenny B Radio Mix) – 3:19
5. Beautiful People (Cosmic Dawn Club Remix) – 6:20
6. Beautiful People (Tonal Radio Remix) – 4:03

## Crédits
- Chris Brown – auteur-compositeur, voix principal
- Marco « Benny » Benassi – auteur-compositeur, producteur
- Allessandro « Alle » Benassi – auteur-compositeur, producteur
- Jean Baptiste – auteur-compositeur
- Serban Ghenea – mixage audio
- John Hanes - ingénieur du son
- Tim Roberts - assistant ingénieur du son

Information tirée du site Discogs.

## Classements et certifications
| Classement (2011)                       | Meilleure position |
| --------------------------------------- | ------------------ |
| Allemagne (Media Control AG)            | 30                 |
| Australie (ARIA)                        | 7                  |
| Autriche (Ö3 Austria Top 40)            | 26                 |
| Belgique (Flandre Ultratop 50 Singles)  | 19                 |
| Belgique (Wallonie Ultratop 50 Singles) | 19                 |
| Canada (Hot 100)                        | 22                 |
| Danemark (Tracklisten)                  | 11                 |
| Écosse (OCC)                            | 5                  |
| États-Unis (Hot 100)                    | 43                 |
| États-Unis (Dance Club Songs)           | 1                  |
| États-Unis (Latin Pop Airplay)          | 39                 |
| France (SNEP)                           | 26                 |
| Irlande (IRMA)                          | 3                  |
| Nouvelle-Zélande (RMNZ)                 | 6                  |
| Pays-Bas (Single Top 100)               | 25                 |
| Slovaquie (IFPI Rádio)                  | 25                 |
| Suède (Sverigetopplistan)               | 46                 |
| Suisse (Schweizer Hitparade)            | 36                 |
| Royaume-Uni (UK Dance Chart)            | 2                  |
| Royaume-Uni (UK Singles Chart)          | 4                  |

| Pays                     | Certifications |
| ------------------------ | -------------- |
| Australie (ARIA)         | Double platine |
| Danemark (IFPI)          | Or             |
| Nouvelle-Zélande (RIANZ) | Or             |

## Historique de sortie
| Pays             | Date            | Format                 | Label      |
| ---------------- | --------------- | ---------------------- | ---------- |
| Australie        | 28 février 2011 | Diffusion radio        | Sony Music |
| Australie        | 11 mars 2011    | Téléchargement digital | Sony Music |
| Canada           | 11 mars 2011    | Téléchargement digital | Sony Music |
| Irlande          | 11 mars 2011    | Téléchargement digital | Sony Music |
| Nouvelle-Zélande | 11 mars 2011    | Téléchargement digital | Sony Music |
| France           | 22 mars 2011    | Téléchargement digital | Sony Music |
| États-Unis       | 5 avril 2011    | Diffusion radio        | Jive       |
| Norvège          | 8 avril 2011    | Téléchargement digital | Sony Music |
| Belgique         | 11 avril 2011   | Téléchargement digital | Sony Music |
| Pays-Bas         | 11 avril 2011   | Téléchargement digital | Sony Music |
| Royaume-Uni      | 19 avril 2011   | Téléchargement digital | RCA        |
| États-Unis       | 19 avril 2011   | Téléchargement digital | Jive       |
| Allemagne        | 27 mai 2011     | CD single              | Sony Music |